# Damion Downs
Pour les articles homonymes, voir Downs.
Damion Downs, né le 6 juillet 2004 à Werneck en Allemagne, est un joueur américain de soccer qui joue au poste d'avant-centre au Southampton FC.

## Biographie

### Jeunesse et formation
Né à Werneck en Allemagne, d'un père américain et d'une mère allemande, Damion Downs déménage aux États-Unis avec sa famille lorsqu'il a un an, et grandit au Texas. L'anglais est sa première langue et il commence par se consacrer au football américain sans vraiment avoir de lien avec le football. Ses parents se séparent ensuite lorsqu'il a neuf ans et il retourne en Allemagne. C'est alors qu'il commence à apprendre l'allemand et à jouer au football.
Son premier club est le 1. FC Schweinfurt 05, puis il joue pour le FC Ingolstadt 04.

### FC Cologne
Le 28 septembre 2020, Damion Downs rejoint le FC Cologne afin d'y poursuivre sa formation. Considéré comme un joueur talentueux et prometteur, Downs est notamment décrit par Martin Heck, l'entraineur de l'équipe des moins de 17 ans de Cologne, comme un joueur athlétique, imprévisible et doué dans le un contre un.
Lors de la saison 2022-2023, Downs joue avec l'équipe des moins de 19 ans du club et contribue à la victoire de Cologne lors de la coupe d'Allemagne de cette catégorie d'âge en marquant deux buts lors de la finale face aux jeunes du FC Schalke 04 le 30 avril 2023 (3-4 après prolongations). Il signe son premier contrat professionnel le 2 mai 2023 avec Cologne, le liant au club jusqu'en juin 2026.
Le 23 septembre 2023, il joue son premier match en professionnel, à l'occasion d'une rencontre de Bundesliga face au Werder Brême. Il entre en jeu à la place de Linton Maina mais son équipe est battue par deux buts à un. Le 9 mars 2024, Downs marque son premier but en professionnel lors d'un derby face au Borussia Mönchengladbach, en championnat. Entré en jeu à la place de Faride Alidou, il inscrit le but égalisateur de son équipe dans les dernières minutes du match (3-3 score final),. Ses prestations à l'entraînement, avec l'équipe réserve et en match l'amène à devenir une sérieuse option au poste d'attaquant aux yeux du nouvel entraîneur Timo Schultz, tandis que son équipe lutte pour son maintien en première division. Il ne peut toutefois pas empêcher la relégation de Cologne à l'issue de la saison 2023-2024.

### En sélection
Damion Downs peut représenter l'Allemagne ou les États-Unis en sélection. Il est convoqué avec l'équipe des États-Unis des moins de 20 ans en avril 2022 afin de participer à un camp d'entraînement à Carson en Californie.
En mai 2024, Downs est retenu dans une liste de 25 joueurs pour participer à un camp d'entraînement avec l'équipe des États-Unis des moins de 23 ans à Kansas City.
Le 22 mai 2025, Damion Downs est convoqué pour la première fois avec l'équipe nationale des États-Unis par le sélectionneur Mauricio Pochettino. Il honore sa première sélection le 11 juin 2025, lors d'un match amical contre la Suisse. Il entre en jeu et son équipe est battue par quatre buts à zéro.